# Столяр Володимир Олексійович
Володимир Олексійович Столяр (нар. 23 квітня 2003, Житомир, Україна) — український футболіст, екс-півзахисник футбольного клубу «Буковина». Наразі тимчасово призупинив футбольну кар’єру.

## Життєпис

### Юнацька кар'єра
Вихованець футбольної школи «Полісся» (Житомир) та «Буковина» (Чернівці). У чемпіонаті України (ДЮФЛ) виступав за житомирську та чернівецьку команду — 70 матчів, 9 голів. У сезоні 2017/18 разом із чернівецькою командою під керівництвом Юрія Крафта став бронзовим призером Вищої ліги ДЮФЛ (U-15) та був визнаний кращим півзахисником турніру, отримавши свою нагороду з рук Олександра Петракова. Після чого саме від Олександра Васильовича отримав запрошення на перегляд до складу Юнацької збірної України, однак дебютувати в її складі Володимиру так і не вдалося. Виступав і за юнацький (U-19) склад «Буковини» у всеукраїнській лізі юніорів — 2 матчі, 1 гол.

### Клубна кар'єра
Улітку 2020 року підписав контракт із головною командою, за яку дебютував 29 серпня того ж року в матчі кубка України проти «Ужгорода». А вже 6 вересня вперше зіграв у чемпіонаті в матчі проти «Діназа». У другій половині сезону 2020/21 був відправлений в оренду в клуб УПЛ: «Колос» (Ковалівка), де тренувався з основною командою та виступав за юнацький (U-19) та молодіжній (U-21) склад — 17 матчів, 1 гол. Після повернення отримав від нового наставника «Буковини» місце в основному складі. 2 жовтня 2022 року у домашньому матчі першої ліги проти ФСК «Маріуполь» відзначився дебютним голом за основну команду.

## Статистика
Станом на 1 серпня 2023 року
| Сезон     | Команда               | Чемпіонат           | Чемпіонат | Чемпіонат | Кубок | Кубок | Кубок |
| Сезон     | Команда               | Змаг.               | Матчі     | Голи      | Змаг. | Матчі | Голи  |
| --------- | --------------------- | ------------------- | --------- | --------- | ----- | ----- | ----- |
| 2020—2021 | «Буковина» (Чернівці) | Друга ліга          | 6         | 0         | КУ    | 1     | 0     |
| 2020—2021 | «Колос» (Ковалівка)   | Прем'єр-ліга (U-21) | 9         | 0         | —     | —     | —     |
| 2020—2021 | «Колос» (Ковалівка)   | Прем'єр-ліга (U-19) | 8         | 1         | —     | —     | —     |
| 2021—2022 | «Буковина» (Чернівці) | Друга ліга          | 17        | 0         | КУ    | 2     | 0     |
| 2022—2023 | «Буковина» (Чернівці) | Перша ліга          | 14        | 1         | —     | —     | —     |